# Coupe d'Afrique des vainqueurs de coupe de football 1995
Navigation
Édition précédente Édition suivante
La Coupe d'Afrique des vainqueurs de coupe de football 1995 est la vingt-et-unième édition de la Coupe d'Afrique des vainqueurs de coupe. 
Cette compétition qui oppose les vainqueurs des Coupes nationales vit le sacre du club algérien de la JS Kabylie, dans une finale qui se joua en deux rencontres face au club nigérian du Julius Berger FC. Il s'agit ici du quatrième titre africain pour la JS Kabylie, mais le premier dans cette compétition, alors que son adversaire dispute lui sa première finale dans une compétition africaine.
À noter également que cette édition marque la deuxième finale d'un club algérien dans cette compétition (après l'épopée du NA Hussein Dey lors de l'édition 1978) alors que la participation de Julius Berger à ce stade de la compétition est la neuvième pour un club du Nigeria, ce qui en fait de cette nation la plus expérimentée dans ce tournoi.
Cette édition est marquée par le faible nombre d'équipes engagées, ce qui permet à quatre équipes d'être directement qualifiées pour les huitièmes de finale.

## Premier tour
| Équipe 1                   | Résultat | Équipe 2                | Aller | Retour |
| -------------------------- | -------- | ----------------------- | ----- | ------ |
| Vaal Reef Stars            | 3 - 4    | Young Africans FC       | 2 - 2 | 1 - 2  |
| Matlama FC                 | 3 - 4    | Cadets Club             | 2 - 1 | 1 - 3  |
| Blackpool FC Harare        | 5 - 1    | US Saint-André Léopards | 2 - 0 | 3 - 1  |
| Township Rollers           | 3 - 5    | Kabwe Warriors FC       | 2 - 1 | 1 - 4  |
| Zumunta AC                 | 2 - 2e   | Stade d'Abidjan         | 2 - 1 | 0 - 1  |
| AS Nianan                  | 2 - 1    | Étoile Filante de Lomé  | 0 - 1 | 2 - 0  |
| Independente Tomboa        | 1 - 5    | Olympique Mvolyé        | 1 - 2 | 0 - 3  |
| Vital’O FC                 | 3 - 2    | AS Mangasport           | 2 - 0 | 1 - 2  |
| abandon EPB Pointe-Noire   | 1 - 3    | Hearts of Oak           | 1 - 3 | -      |
| Mbabane Highlanders        | 1 - 2    | CD Maxaquene            | 0 - 0 | 1 - 2  |
| Wallidan FC                | -        | KAC Marrakech forfait   | -     | -      |
| Avenir sportif de La Marsa | -        | AS Cara forfait         | -     | -      |

- Al Merreikh Omdurman, la JS Kabylie, Julius Berger FC et le DC Motema Pembe (tenant du titre) sont exemptés et directement qualifiés pour les huitièmes de finale.

## Huitièmes de finale
| Équipe 1                   | Résultat | Équipe 2                     | Aller | Retour |
| -------------------------- | -------- | ---------------------------- | ----- | ------ |
| Blackpool FC Harare        | 3 - 1    | Kabwe Warriors FC            | 0 - 0 | 3 - 1  |
| Young Africans FC          | 4 - 2    | Cadets Club                  | 3 - 1 | 1 - 1  |
| Julius Berger FC           | 8 - 1    | AS Nianan                    | 5 - 0 | 3 - 1  |
| Olympique Mvolyé           | 1 - 4    | Hearts of Oak                | 1 - 0 | 0 - 4  |
| 'DC Motema PembeT'         | 2 - 1    | Vital’O FC                   | 2 - 0 | 0 - 1  |
| Al Merreikh Omdurman       | 2 - 3    | Clube de Desportos Maxaquene | 1 - 1 | 1 - 2  |
| JS Kabylie                 | 2 - 1    | Stade d'Abidjan              | 2 - 0 | 0 - 1  |
| Avenir sportif de La Marsa | -        | Wallidan FC forfait          | -     | -      |

## Quarts de finale
| Équipe 1                     | Résultat | Équipe 2                           | Aller | Retour |
| ---------------------------- | -------- | ---------------------------------- | ----- | ------ |
| Clube de Desportos Maxaquene | -        | Avenir sportif de La Marsa forfait | -     | -      |
| DC Motema PembeT             | 1 - 2    | Julius Berger FC                   | 1 - 0 | 0 - 2  |
| Blackpool FC Harare          | 4 - 2    | Young Africans FC                  | 2 - 1 | 2 - 1  |
| JS Kabylie                   | 4 - 3    | Hearts of Oak                      | 3 - 1 | 1 - 2  |

## Demi-finales
| Équipe 1                     | Résultat | Équipe 2         | Aller | Retour |
| ---------------------------- | -------- | ---------------- | ----- | ------ |
| Blackpool FC Harare          | 2 - 2e   | JS Kabylie       | 2 - 1 | 0 - 1  |
| Clube de Desportos Maxaquene | 0 - 1    | Julius Berger FC | 0 - 0 | 0 - 1  |

## Finale
| Équipe 1         | Résultat | Équipe 2   | Aller | Retour |
| ---------------- | -------- | ---------- | ----- | ------ |
| Julius Berger FC | 2 - 3    | JS Kabylie | 1 - 1 | 1 - 2  |

## Vainqueur
| Coupe d'Afrique des vainqueurs de coupe Vainqueur 1995 |
| ------------------------------------------------------ |
| JS Kabylie Premier titre                               |